# Beta-Akkord

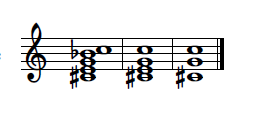
Ein Beta-Akkord in Grundstellung auf Cis, mit zwei Reduktionen

Der Beta-Akkord ist ein Fünfklang, der aus den ersten fünf Tönen des Alpha-Akkords gebildet wird. Er entsteht, wenn ein verminderter Septakkord um einen Ganzton erweitert wird, der Akkordumfang also von einer großen Sexte auf eine große Septime ansteigt. Der Beta-Akkord kann auch in seiner reduzierten Form, d. h. auf die charakteristischen Töne beschränkt, auftreten.
Obwohl die Bezeichnung „Beta-Akkord“ erst seit dem 20. Jahrhundert existiert, findet sich der Akkord schon früh in der Geschichte der klassischen Musik wieder. Bereits Johann Sebastian Bach verwendet ihn z. B. in der h-Moll-Messe. Solche barocken Beispiele müssen aber mehr als Betonung des Affekts verstanden werden und auch in der Musik der Romantik steht die Klangwirkung, die durch das Beifügen einer Nebennote zum verminderten Septakkord erreicht wird, im Vordergrund: Franz Liszt und Frédéric Chopin machen zuweilen von ihr Gebrauch. Erst zu Beginn des 20. Jahrhunderts wird der Beta-Akkord im Zusammenhang mit dem Alpha-Akkord und der alternierenden Achtstufigkeit verstanden; als Komponisten sind in diesem Abschnitt Claude Debussy, Igor Strawinsky und vor allem Béla Bartók zu nennen.